# Eneberg
Eneberg är en finländsk adelsätt med ursprung från Björneborg. 
Till denna släkt hör den sverigefinländska journalisten och författaren Kaa Eneberg.
Alla ättemedlemmar i Finland bär idag på grund av namnbyte namnet Kivikataja.